# Makarska Open
Il Makarska Open, precedentemente noto anche come Croatia Bol Ladies Open, è un torneo femminile di tennis giocato annualmente a Macarsca in Croazia, dopo essere stato disputato per 15 anni sull'isola croata di Brazza nella piccola città di Vallo della Brazza sempre nella medesima nazione. Il torneo si è disputato alla fine di aprile nel 1991, e dal 1995 fino al 2003, quando fu sostituito da Western & Southern Financial Group Masters & Women's Open. Attualmente fa parte del WTA 125. L'edizione del 2020 non si è disputata a causa della pandemia di COVID-19. Nel 2022 il torneo si è spostato nella sede di Macarsca.
La croata Mirjana Lučić e la slovena Tamara Zidanšek condividono il record per maggior numero di titoli vinti nel singolare con due trofei a testa, mentre nel doppio l'argentina Laura Montalvo supera tutte le altre con tre titoli.

## Albo d'oro

### Singolare
| Anno       | Categoria                             | Campionessa                           | Finalista                             | Punteggio                             |
| ---------- | ------------------------------------- | ------------------------------------- | ------------------------------------- | ------------------------------------- |
| 1991       | Tier V                                | Sandra Cecchini                       | Magdalena Maleeva                     | 6–4, 3–6, 7–5                         |
| 1992-1994  | Non disputato                         | Non disputato                         | Non disputato                         | Non disputato                         |
| 1995       | Tier III                              | Sabine Appelmans                      | Silke Meier                           | 6–4, 6–3                              |
| 1996       | Tier IV                               | Gloria Pizzichini                     | Silvija Talaja                        | 6–0, 6–2                              |
| 1997       | Tier IV                               | Mirjana Lučić (1)                     | Corina Morariu                        | 7–5, 6–7, 7–6                         |
| 1998       | Tier IV                               | Mirjana Lučić (2)                     | Corina Morariu                        | 6–2, 6–4                              |
| 1999       | Tier IV                               | Corina Morariu                        | Julie Halard                          | 6–2, 6–0                              |
| 2000       | Tier III                              | Tina Pisnik                           | Amélie Mauresmo                       | 7–6, 7–6                              |
| 2001       | Tier III                              | Ángeles Montolio                      | Mariana Díaz Oliva                    | 3–6, 6–2, 6–4                         |
| 2002       | Tier III                              | Åsa Svensson                          | Iva Majoli                            | 6–3, 4–6, 6–1                         |
| 2003       | Tier III                              | Vera Zvonarëva                        | Conchita Martínez Granados            | 6–1, 6–3                              |
| 2004- 2015 | Non disputato                         | Non disputato                         | Non disputato                         | Non disputato                         |
| 2016       | WTA 125                               | Mandy Minella                         | Polona Hercog                         | 6–2, 6–3                              |
| 2017       | WTA 125                               | Aleksandra Krunić                     | Alexandra Cadanțu                     | 6–3, 3–0 rit.                         |
| 2018       | WTA 125                               | Tamara Zidanšek (1)                   | Magda Linette                         | 6–1, 6–3                              |
| 2019       | WTA 125                               | Tamara Zidanšek (2)                   | Sara Sorribes Tormo                   | 7–5, 7–5                              |
| 2020       | Annullato per pandemia di Coronavirus | Annullato per pandemia di Coronavirus | Annullato per pandemia di Coronavirus | Annullato per pandemia di Coronavirus |
| 2021       | WTA 125                               | Jasmine Paolini                       | Arantxa Rus                           | 6–2, 7–6(4)                           |
| 2022       | WTA 125                               | Jule Niemeier                         | Elisabetta Cocciaretto                | 7–5, 6–1                              |
| 2023       | WTA 125                               | Mayar Sherif                          | Jasmine Paolini                       | 2–6, 7–6(6), 7–5                      |
| 2024       | WTA 125                               | Katie Volynets                        | Mayar Sherif                          | 3–6, 6–2, 6–1                         |
| 2025       | WTA 125                               | Sára Bejlek                           | Victoria Jiménez Kasintseva           | 6-0, 6-1                              |

### Doppio
| Anno       | Categoria                             | Campionesse                           | Finaliste                              | Punteggio                             |
| ---------- | ------------------------------------- | ------------------------------------- | -------------------------------------- | ------------------------------------- |
| 1991       | Tier V                                | Laura Golarsa Magdalena Maleeva       | Sandra Cecchini Laura Garrone          | walkover                              |
| 1992- 1994 | Non disputato                         | Non disputato                         | Non disputato                          | Non disputato                         |
| 1995       | Tier III                              | Mercedes Paz Rene Simpson             | Laura Golarsa Irina Spîrlea            | 7–5, 6–2                              |
| 1996       | Tier IV                               | Laura Montalvo (1) Paola Suárez (1)   | Alexia Dechaume Alexandra Fusai        | 6–7, 6–3, 6–4                         |
| 1997       | Tier IV                               | Laura Montalvo (2) Henrieta Nagyová   | María José Gaidano Marion Maruska      | 6–3, 6–1                              |
| 1998       | Tier IV                               | Laura Montalvo (3) Paola Suárez (2)   | Joannette Kruger Mirjana Lučić         | walkover                              |
| 1999       | Tier IV                               | Jelena Kostanić Michaela Paštiková    | Meghann Shaughnessy Andreea Vanc       | 7–5, 6–7, 6–2                         |
| 2000       | Tier III                              | Julie Halard Corina Morariu           | Tina Križan Katarina Srebotnik         | 6–2, 6–2                              |
| 2001       | Tier III                              | María Martínez Anabel Medina          | Nadia Petrova Tina Pisnik              | 7–5, 6–4                              |
| 2002       | Tier III                              | Tathiana Garbin Angelique Widjaja     | Elena Bovina Henrieta Nagyová          | 7–5, 3–6, 6–4                         |
| 2003       | Tier III                              | Petra Mandula Patricia Wartusch       | Emmanuelle Gagliardi Patty Schnyder    | 6–3, 6–2                              |
| 2004- 2015 | Non disputato                         | Non disputato                         | Non disputato                          | Non disputato                         |
| 2016       | WTA 125                               | Xenia Knoll Petra Martić              | Ioana Raluca Olaru İpek Soylu          | 6–3, 6–2                              |
| 2017       | WTA 125                               | Chuang Chia-jung Renata Voráčová      | Lina Ǵorčeska Aleksandrina Najdenova   | 6–4, 6–2                              |
| 2018       | WTA 125                               | Mariana Duque Mariño Wang Yafan       | Sílvia Soler Espinosa Barbora Štefková | 6–3, 7–5                              |
| 2019       | WTA 125                               | Timea Bacsinszky Mandy Minella        | Cornelia Lister Renata Voráčová        | 0–6, 7–6(3), [10–4]                   |
| 2020       | Annullato per pandemia di Coronavirus | Annullato per pandemia di Coronavirus | Annullato per pandemia di Coronavirus  | Annullato per pandemia di Coronavirus |
| 2021       | WTA 125                               | Aliona Bolsova Katarzyna Kawa         | Ekaterine Gorgodze Tereza Mihalíková   | 6–1, 4–6, [10–6]                      |
| 2022       | WTA 125                               | Dalila Jakupovič Tena Lukas           | Olga Danilović Aleksandra Krunić       | 5–7, 6–2, [10–5]                      |
| 2023       | WTA 125                               | Ingrid Neel Wu Fang-hsien             | Anna Sisková Renata Voráčová           | 6–3, 7–5                              |
| 2024       | WTA 125                               | Sabrina Santamaria Iryna Šymanovič    | Nao Hibino Oksana Kalašnikova          | 6–4, 3–6, [10–6]                      |
| 2025       | WTA 125                               | Jesika Malečková Miriam Škoch         | Oksana Kalašnikova Elena Pridankina    | 2-6, 6-3, [10-4]                      |